# Aloe dominella
Aloe dominella är en grästrädsväxtart som beskrevs av Gilbert Westacott Reynolds. Aloe dominella ingår i släktet Aloe och familjen grästrädsväxter. Inga underarter finns listade i Catalogue of Life.